# Olsztynek

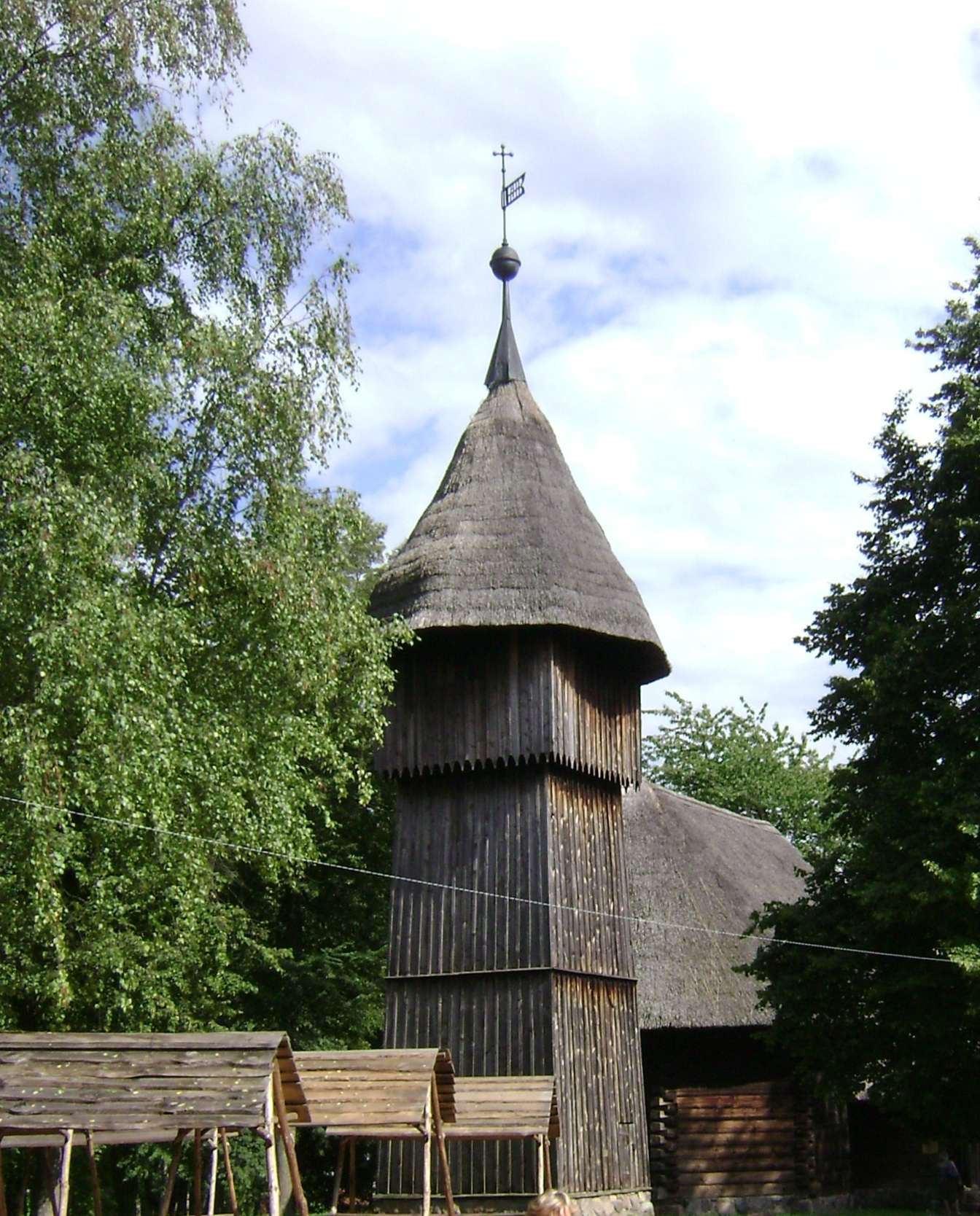
Vista d'una part del Museu a l'aire lliure de Olsztynek

Olsztynek (Abans Hohenstein és una petita localitat de l'antiga Prússia Oriental, avui pertanyent a Polònia, situada en la carretera estatal nº. 51 d'Allenstein-Soldau)
Amb una població de 8.000 habitants aproximadament. Al nord de la vila hi ha un Museu d'Arquitectura Popular a l'aire lliure. La majoria de llars de la població estan fetes amb fusta de Mazúria, Varmia, Sambia i la Lituània Prussiana.
Fou fundada per l'Orde dels Cavallers Teutònics, i conserva part de la muralla del segle xiv. El 26 d'agost de 1914, el centre de l'exèrcit rus del Narew es veié obligat a retrocedir durant la Batalla de Tannenberg.

## Fills il·lustres
- Christopher Schroeter (1699-1782) compositor musical.